# Choke (roman)
Pour les articles homonymes, voir Choke.
Choke est un roman de Chuck Palahniuk paru en 2001.

## Synopsis
Il raconte l'histoire de Victor Mancini, ancien étudiant en médecine et sexolique.
Celui-ci travaille dans un musée vivant, autrement dit une réplique de ville du XVIIIe siècle où chaque figurant a un rôle à jouer. C'est dans cet environnement, où chaque élément anachronique est passible de sanction, qu'il peut retrouver chaque jour son meilleur ami, Denys, adepte du pilori.
Hanté constamment par ses fantasmes (qu'il met en pratique), il arpente les réunions de sexoliques anonymes, autant pour avoir des relations sexuelles que pour se guérir.
La vie de Victor tourne essentiellement autour de sa mère, malade et internée dans un hôpital, qu'il déteste tout en l'aimant. Néanmoins, ses nombreuses visites lui apporteront enfin satisfaction lorsqu'il rencontrera Paige, fascinante femme docteur qui veut plus que tout au monde lui faire un enfant.
Autre passion de Victor : s'étouffer dans les restaurants et donner un sens à la vie de ses sauveurs. Victor n'étant pas pour autant un grand cœur, il arnaque régulièrement ces gens en leur demandant de l'argent.

## Déroulement et fin de l'histoire
La vie de Victor ne cesse de dégringoler : Denys, une fois renvoyé de son travail, se voit animé d'une passion pour les pierres, ce qui l'amène à construire au fil des jours un bâtiment qui malheureusement sera détruit.
De son côté, Paige Marshall s'avère n'être qu'une patiente de plus dans le sordide hôpital de Mme Mancini.
D'autre part, Victor a enfin réussi à vivre ce qu'il jouait depuis toujours : son étouffement. 
Enfin, suspens du livre: Victor est-il réellement le nouveau Jésus ? Que donne la traduction du journal intime de sa mère ? La réponse, aussi évidente qu'elle soit, se trouve dans les derniers chapitres.

## Chokedans l'œuvre de Chuck Palahniuk
Cette œuvre, dans la lignée des six autres, est inclassable. Entre énumération des pathologies psychiatriques et description de la vie d'un sexolique, Chuck Palahniuk nous transporte dans un autre univers que le nôtre. Enfant de Dieu, sexolique, amoureux d'une inconnue, masochiste, arnaqueur, fils d'une folle et foncièrement malsain, Victor a une vie passionnante.

## Adaptation au cinéma
Une adaptation de Choke, portée à l'écran par Clark Gregg, avec pour acteur principal Sam Rockwell dans le rôle de Victor Mancini et avec Anjelica Huston.
Radiohead, dont Chuck Palahniuk est un grand fan, a cédé gracieusement le morceau Reckoner de l'album In Rainbows pour la scène finale du film.
La sortie a eu lieu fin 2008 aux États-Unis. En France, le film est sorti le mercredi 21 janvier 2009.